# Astragalus schumilovae
Astragalus schumilovae är en ärtväxtart som beskrevs av Antonina Vasilievna Polozhij. Astragalus schumilovae ingår i släktet vedlar, och familjen ärtväxter. Inga underarter finns listade i Catalogue of Life.